# Laiterie de Pfund

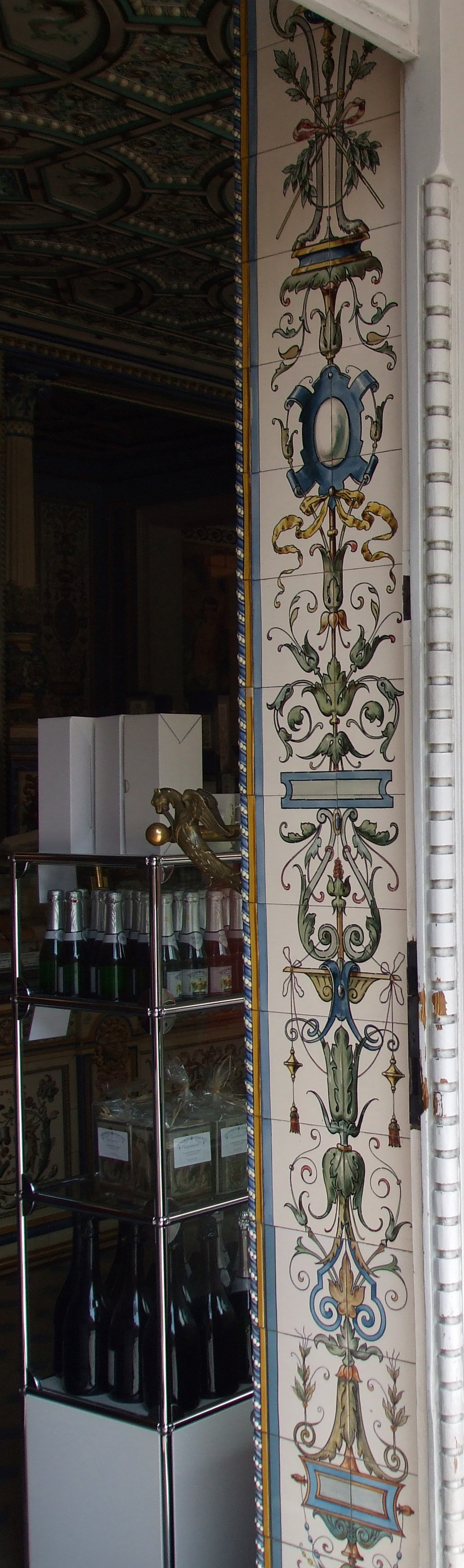
Carreaux dans la zone d'entrée de Pfunds Dairy

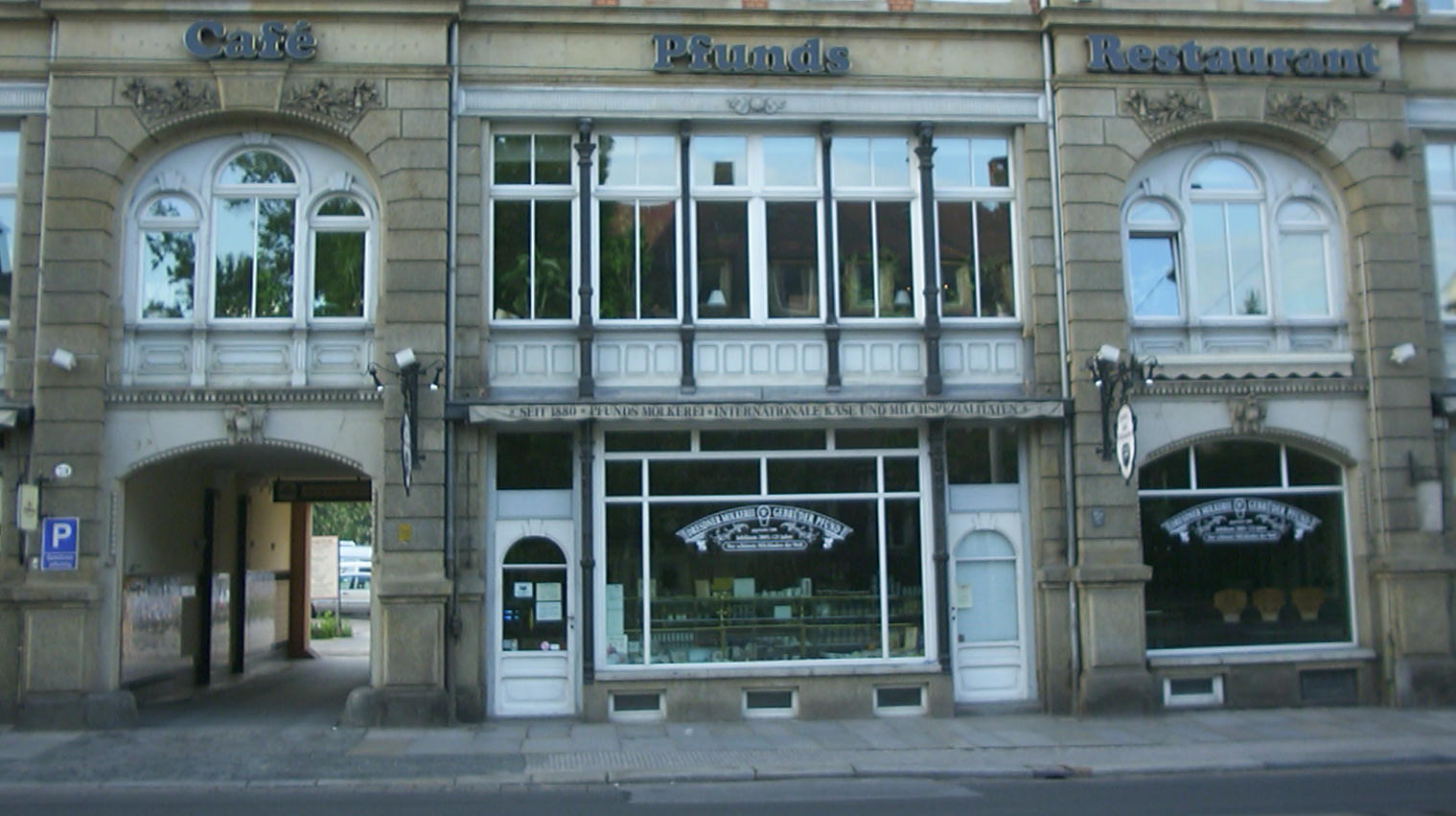
Vue du magasin

La Laiterie de Dresde Frères Pfund (également familièrement appelé Laiterie de Pfund) est un commerce historique à Dresde située dans l'Outer Neustadt (Bautzner Straße 79 à 01099). Le magasin est surtout connu pour ses carreaux originaux peints à la main par Villeroy & Boch. En novembre 1997, il a été inscrit dans le livre Guinness des records en tant que « plus beau magasin laitier du monde ».

## Histoire
Paul Gustav Leander Pfund (1849–1923), un agriculteur de Reinholdshain, met en pratique  en 1879 son idée de fournir à Dresde du lait frais et hygiénique. Il ouvre une boutique à Neustädter Waldgasse 1, aujourd'hui Görlitzer Straße. En 1880, son frère, l'acteur Friedrich Pfund, joint l'entreprise. La société est alors commercialisée sous le nom de Dresdner Molkerei Gebrüder Pfund, bien que Friedrich soit décédé en 1883. Les fils de Paul Pfund, Kurt et Max, travaillent ensuite dans l'entreprise.
Au début, environ 150 litres de lait sont quotidiennement vendus. Dans les années 1930, ce sont plutôt 60 000 litres qui sont transformés en divers produits laitiers et vendus chaque jour.
Le microbiologiste et docteur Walther Hesse introduit la pasteurisation dans la Pfunds Molkerei. En raison de la surproduction de lait, Pfund est le premier en Allemagne à produire du lait concentré, ce qui lui garantit un énorme marché à l'étranger. Il  vend également des produits tels que le yaourt bulgare, le kéfir, la crème fouettée, la crème sûre, le fromage blanc et la crème, du savon au lait et des aliments pour bébés. Même la limonade est fabriquée à partir de lactosérum.
Le premier magasin s'avère vite trop petit et la laiterie déménage à Bautzner Straße 41. L'entreprise doit s'agrandir plusieurs fois et crée même une succursale à Lobositz en Bohême. Pfund insiste sur l'autosuffisance dans son entreprise. Il possède non seulement des élevages d'animaux, mais également une usine de cartonnage, une imprimerie d'étiquettes et de publicités, un atelier de charron, une ferronnerie pour environ 100 chevaux, un atelier de plomberie, de peinture ainsi que de couture et de blanchisserie pour les uniformes de ses employés. Ces derniers pouvaient également emménager dans les appartements de service de la laiterie et disposaient d'une salle de bal, d'un jardin d'enfants et de salles de douche. Pionnier à vocation sociale, il institue en 1890 une caisse d'assurance maladie qui verse aux assurés des indemnités de maladie, des subsides pour les femmes venant d'accoucher et des séjours en cure pour les aider en cas de maladie et en cas d'urgence. Les salariés ayant travaillé dans l'entreprise pendant 25 ans et ayant pris leur retraite à 65 ans percevaient des prestations de retraite jusqu'à la fin de leur vie.
Paul Friedrich Pfund raconte ses souvenirs dans le livre Chez Pfunds, le lait était plus blanc : Rétrospectives et ce qui a été transmis ou que sais-je d'autre... ?.
En 1972, la société est expropriée par la République démocratique allemande (RDA) et la production est arrêtée en 1979.

## Boutique
Le principal bâtiment représentatif de l'entreprise à Bautzner Straße 79 a été construit en 1891. Sous l'espace de bureau se trouvait la boutique, entièrement recouverte de carreaux de style néo-Renaissance que Villeroy & Boch avait produits en collaboration avec des artistes de Dresde. Le magasin survit miraculeusement aux bombardements de la Seconde Guerre mondiale qui détruit presque entièrement la ville de Dresde. Après l'expropriation, le magasin est exploité par l'organisation commerciale d'État HO jusqu'en 1990. L'ancienne tradition a été relancée dans les années 1990. Aujourd'hui, l'ancienne boutique de Pfund vend principalement des fromages au lait cru. 

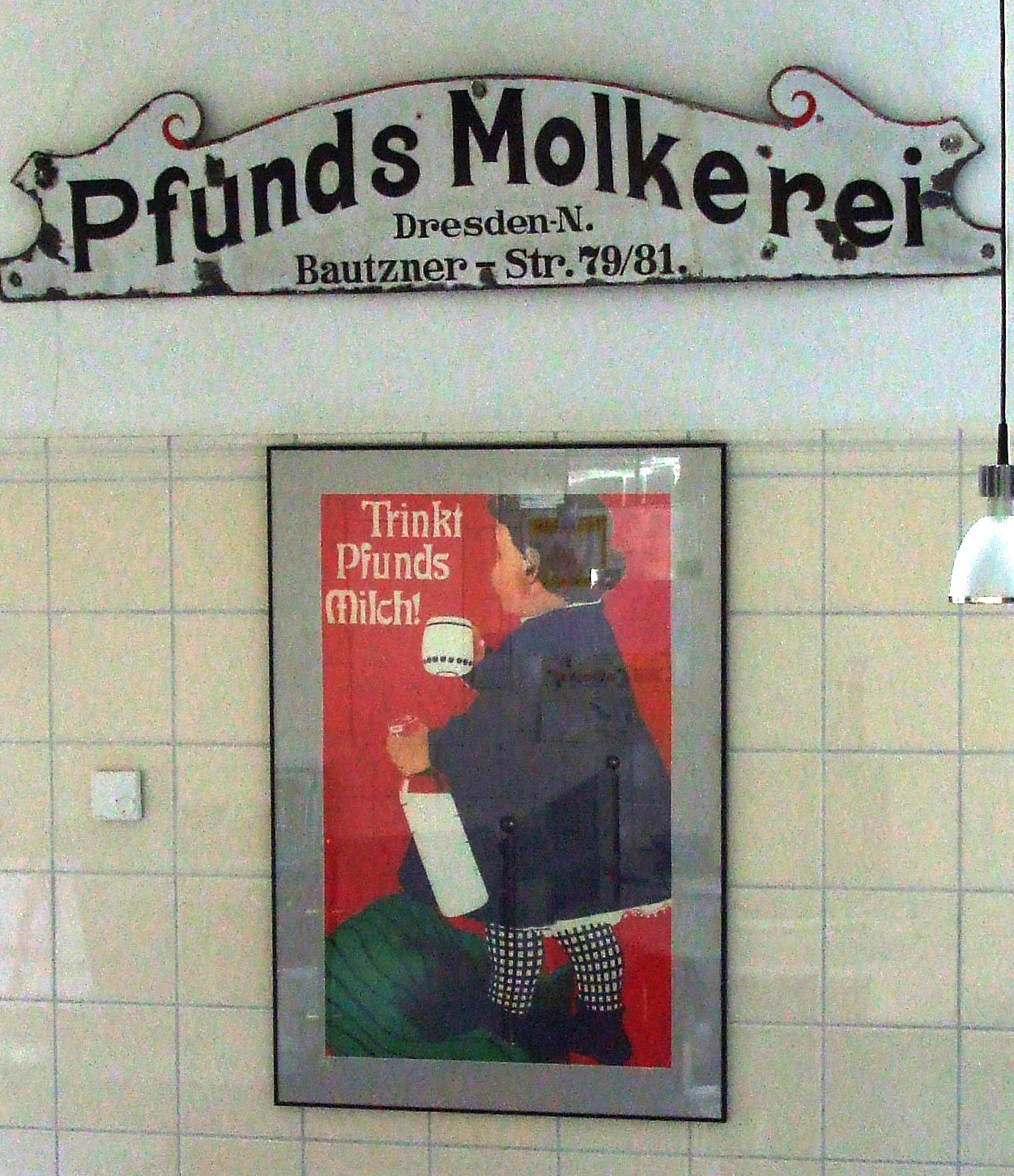
Ancienne affiche publicitaire au magasin Bautzener Straße 79/81
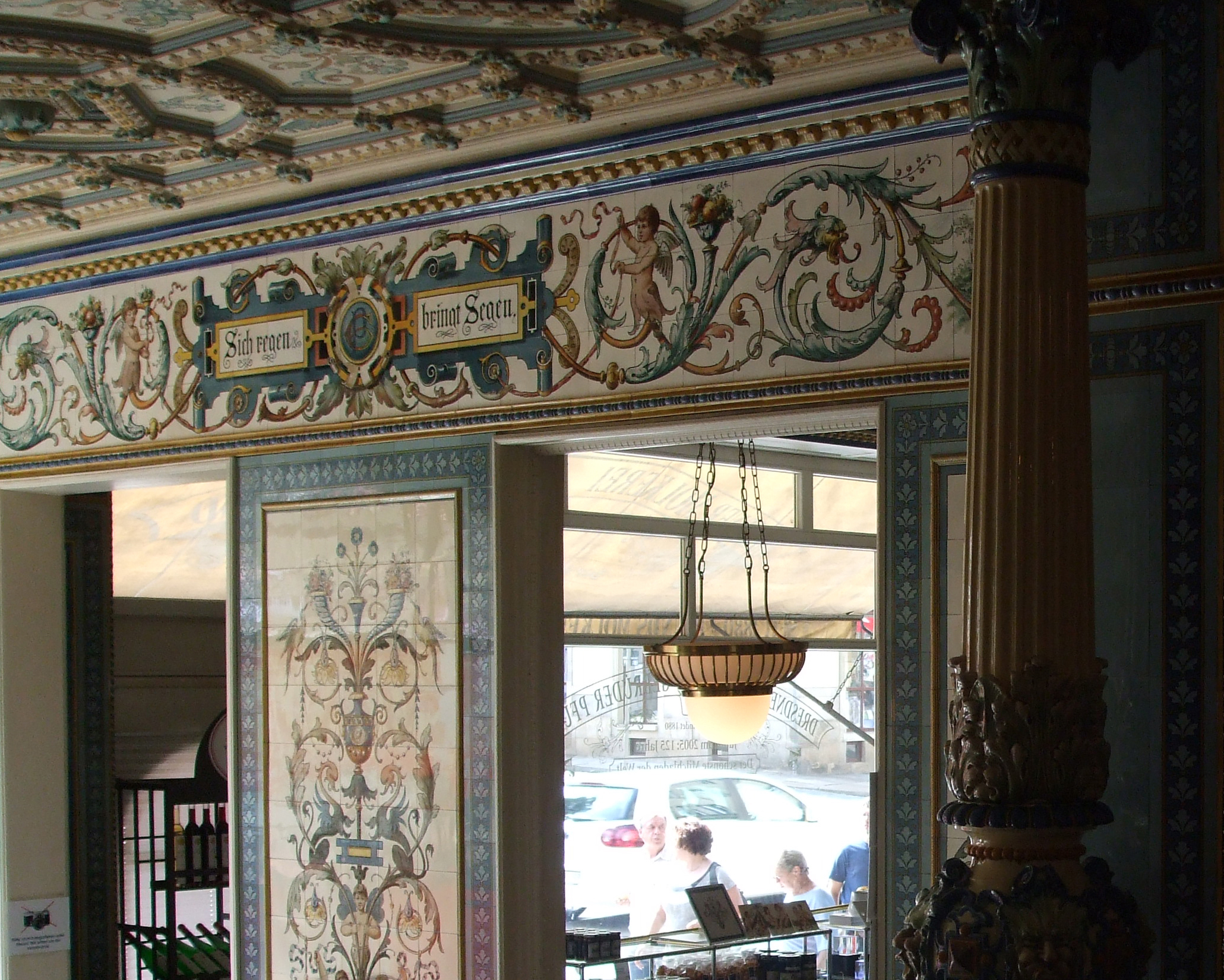
Carreaux peints à la main avec une devise sur les murs et le plafond de la boutique
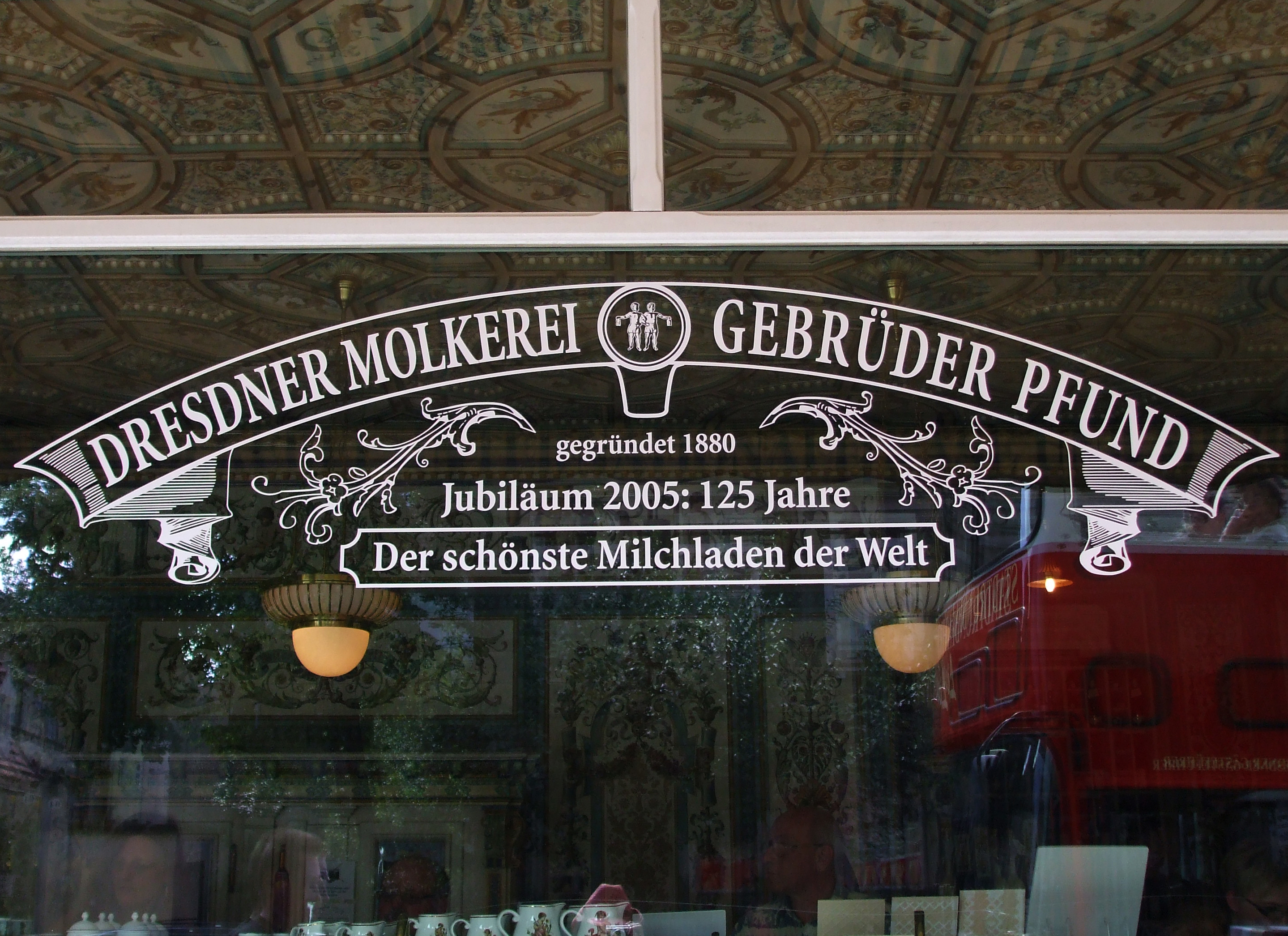
Lettrage dans la vitrine de la société Pfund
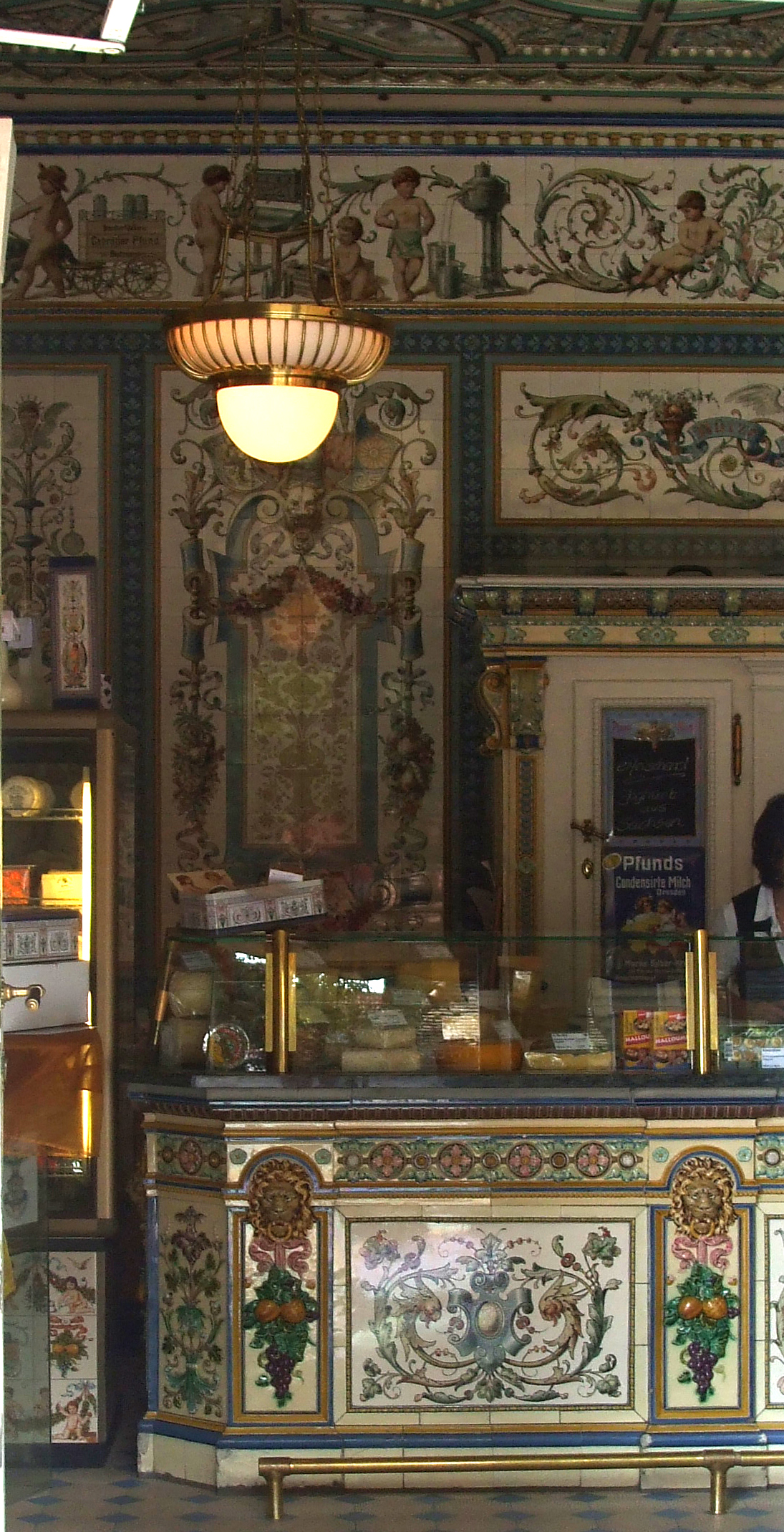
Carreaux peints à la main sur le comptoir du fromage et sur le mur
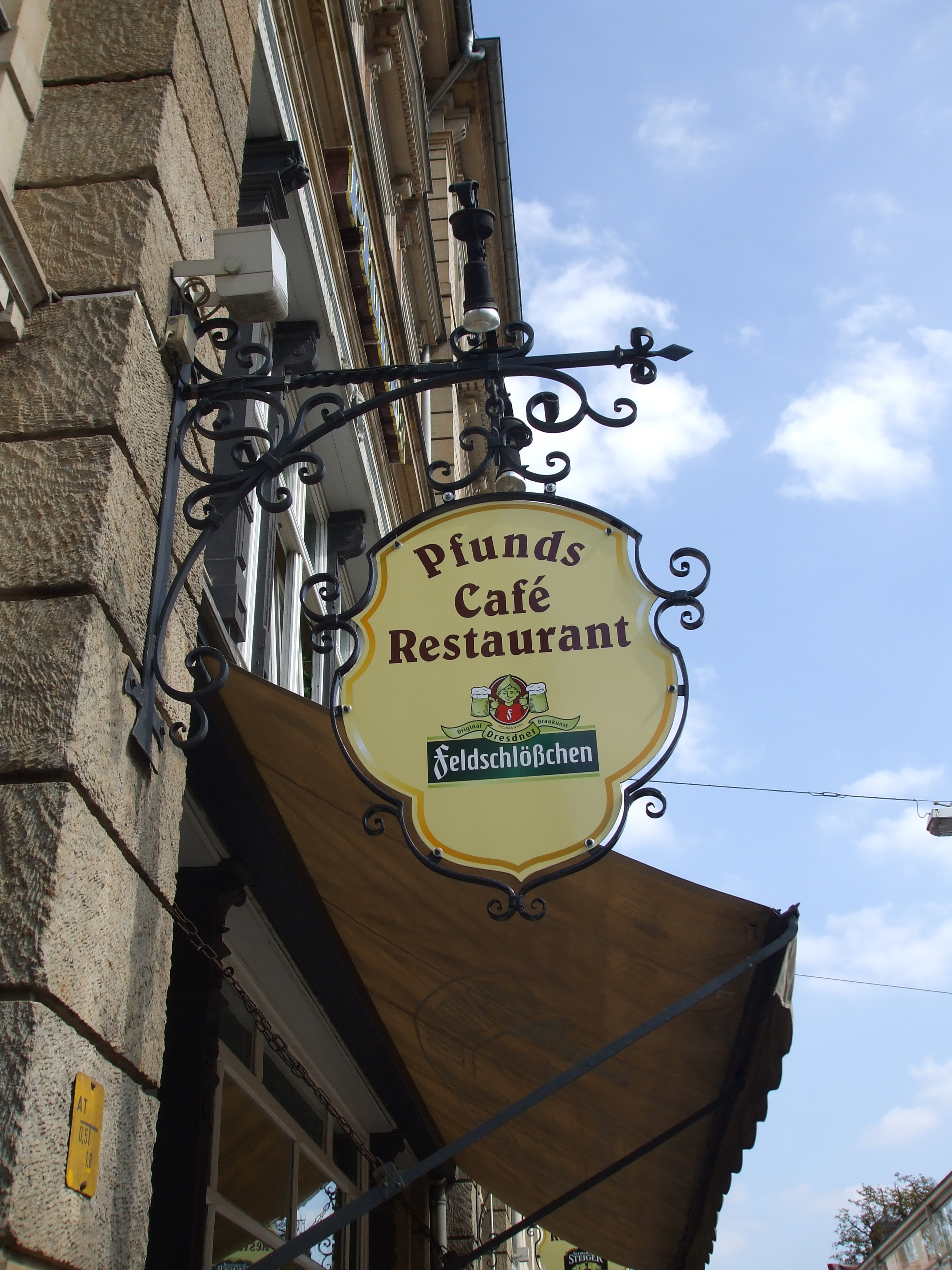
Enseigne publicitaire émaillée à la boutique
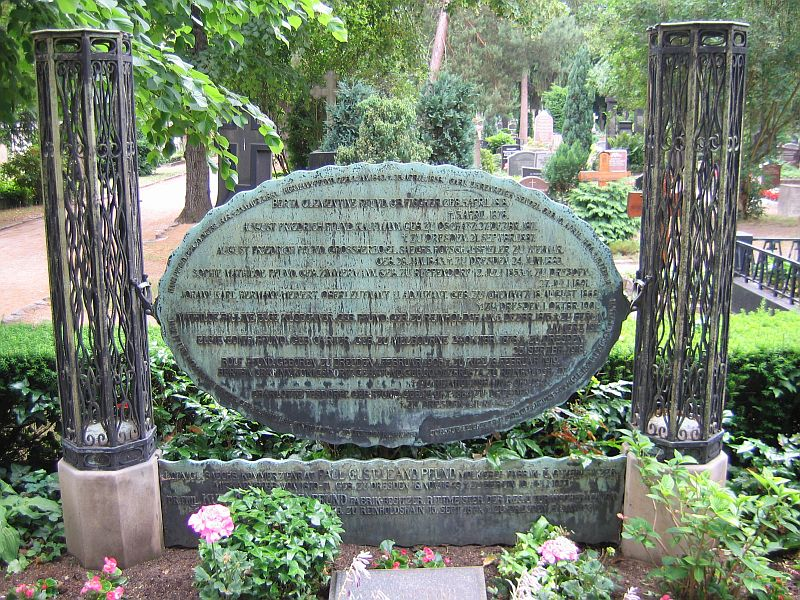
Tombeau Art nouveau du fondateur au cimetière de la Trinité.